# 김익선
김익선(1918년~?)는 조선민주주의인민공화국의 정치인이자 법조인으로, 최고인민회의 대의원과 중앙재판소장을 역임했다.

## 참고 자료
- Suh, Dae-sook (1981). 《Korean Communism 1945–1980: A Reference Guide to the Political System》 1판. University Press of Hawaii. ISBN 0-8248-0740-5.